# Крест «За военные заслуги» (Германия)
Крест Военных заслуг (нем. Kriegsverdienstkreuz) — немецкий военный крест, учреждённый Адольфом Гитлером 18 октября 1939 года (в годовщину Битвы народов) на период Второй мировой войны, который вручался войскам за храбрость на поле боя.

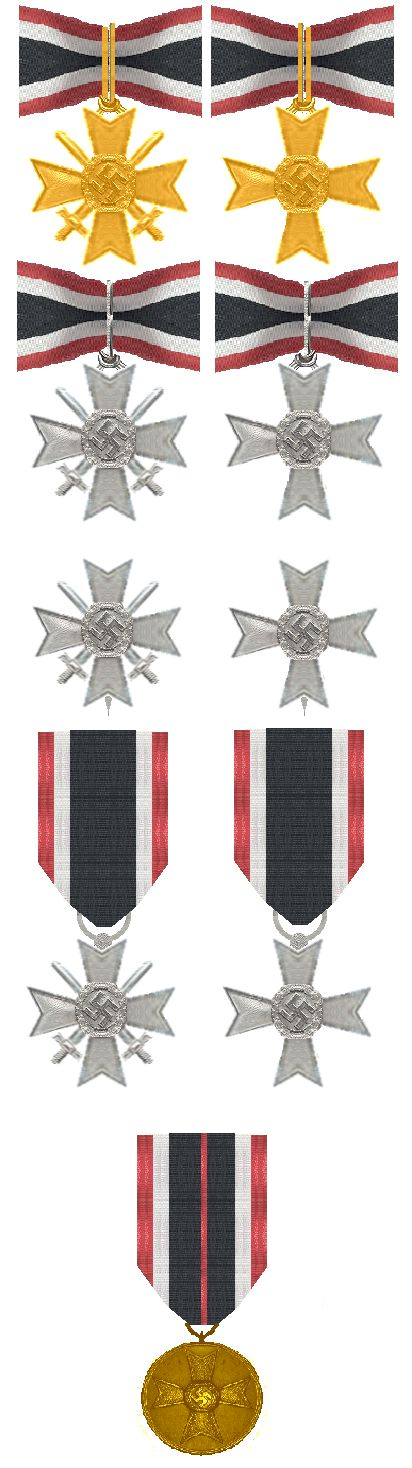
Галерея крестов разных степеней

## История
Подобная награда за свершения, не связанные с непосредственным участием в боевых действиях, существовала ранее как в отдельных государствах, составлявших кайзеровскую Германию (разнообразные кресты со схожими названиями), так и в общеимперском варианте Железного креста для некомбатантов.

## Критерии награждения
«Крест Военных заслуг» с мечами предназначался для военнослужащих, чьи подвиги были совершены ими не непосредственно под вражеским огнём (то есть не перед лицом врага) либо недостаточны для получения Железного креста, а в варианте без мечей (также и медаль) — за действия вне поле боя (в тылу) и для гражданских лиц (полицейские, служащие, чиновники, рабочие, предприниматели).
Для награждения высшими степенями награды требовалось наличие низших. Однако известны одновременные награждения 2-й и 1-й степенью креста (Фридрих-Вильгельм Крюгер).

## Описание награды
В середине металлического мальтийского креста расположен обрамлённый венком из дубовых листьев круг, в котором с лицевой стороны изображена свастика, с оборотной — цифры «1939».
На медали изображён Крест военных заслуг без мечей, с оборота надпись «Für Kriegsverdienst 1939».
Размер креста 1-й и 2-й степени — 49×49 мм, Рыцарского креста — 54×54.
Как и в упоминавшейся небоевой версии Железного креста, цвета ленты ордена (в данном случае красный и чёрный) инвертированы.
В середине ленты медали дополнительно проходит узкая красная полоса.

### Степени
К концу войны имелись следующие степени награды:
| Медаль Креста военных заслуг | Крест военных заслуг 2-й степени | Крест военных заслуг 2-й степени с мечами | Крест военных заслуг 1-й степени | Крест военных заслуг 1-й степени с мечами |
| ---------------------------- | -------------------------------- | ----------------------------------------- | -------------------------------- | ----------------------------------------- |
|                              |                                  |                                           |                                  |                                           |

| Рыцарский крест Креста военных заслуг | Рыцарский крест Креста военных заслуг с мечами | Золотой Рыцарский крест Креста военных заслуг | Золотой Рыцарский крест Креста военных заслуг с мечами |
| ------------------------------------- | ---------------------------------------------- | --------------------------------------------- | ------------------------------------------------------ |
|                                       |                                                |                                               |                                                        |

Первоначально существовали только 1-я и 2-я степени ордена, 19 августа 1940 года к ним были добавлены медаль и Рыцарский крест, а позднее — Золотой Рыцарский крест.
Крест военных заслуг стал самой массовой наградой третьего Рейха, поскольку им награждали за многие, даже очень незначительные заслуги. Из-за его обильных раздач возникла угроза престижу этого ордена. Это было замечено высшим германским руководством, которое в связи с этим и учредило 19 августа 1940 года медаль ордена, чтобы крест не выдавался слишком часто. Данная мера помогла лишь отчасти: в итоге за всю войну медалью Креста военных заслуг были награждены более 4 миллионов человек, Крестом 2-й степени с мечами – примерно 6.135.000 человек, без мечей – 1.591.567 человек. Крестом 1-й степени с мечами было произведено примерно 484.000 награждений, без мечей – 90.000.
Таким образом, за время войны имело место примерно 12 миллионов 300 тысяч награждений медалью и крестами 2-й и 1-й степени. Для того чтобы понять, насколько обильно раздавались эти награды, можно вспомнить, что общее население Германии по состоянию на 1939 год составляло порядка 80 миллионов человек, включая стариков и детей.
Медаль Креста военных заслуг была введена исключительно для награждения гражданских лиц, и изначально изготавливалась из бронзы, но в ходе войны качество материала ухудшалось, и последние награды имели только бронзовое покрытие. За время существования медалью награждено более 4 миллионов человек. 
Крест военных заслуг второй степени без мечей был предназначен для награждения лиц, оказавших содействие военным, но непосредственно не принимавших участия в военных действиях. Этим критериям соответствовали гражданские лица, перевыполнявшие план на фабриках и заводах, служащие охраны и полиции. Крест военных заслуг 2-й степени с мечами предназначался для военнослужащих, в основном это был вспомогательный персонал и персонал обеспечения, совершивший мужественный или другой значимый поступок, требующий поощрения, но не в непосредственном столкновении с врагом. Награда первоначально изготавливалась из бронзы, но в ходе войны качество материала ухудшалось, и поздние версии награды выполнены преимущественно из цинка с бронзовым покрытием.
Креста военных заслуг первой степени удостаивались лица, которые при выполнении обязанностей вспомогательного характера, во время ведения боевых действий, проявили храбрость или совершили мужественный поступок, который оказал влияние на течение боевых действий. Кроме этого, данным орденом награждались заводы и фабрики оборонного комплекса, перевыполнившие производственный план. Изначально награда изготавливалась из серебра 800-й пробы, позже из серебряных сплавов, а к концу войны из цинка с серебряным покрытием.
Рыцарский крест Креста военных заслуг по своей престижности занял место между Рыцарским крестом Железного креста и Немецким крестом в серебре. Материал изготовления — серебро 800—935-й проб. Точное количество награждённых Рыцарским крестом остаётся неизвестным, поскольку среди кавалеров этой степени ордена были инженеры, учёные и разведчики высокого ранга. Так, по разным данным, орден с мечами получили от 178 до 211 человек, без мечей — 48—52 человека.

### Правила ношения
Крест 2-й степени ордена носился на ленте, крепившейся подобно ленте Железного креста 2-й степени к петле второй пуговицы; (сама же лента ЖК в этом случае размещалась поверх). При наличии ордена с мечами младшая степень без мечей также не носилась.
На момент учреждения предписывалось не носить Крест военных заслуг при наличии Железного креста, но уже 28 сентября 1941 года это правило было отменено.
Крест 1-й степени носился на левом нагрудном кармане мундира, Рыцарский крест — на шее.
Лента Креста военных заслуг на колодке располагалась после ленты Железного креста (перед лентой медали за зимнюю кампанию). В случае награждения орденом с мечами миниатюрные мечи крепились и на ленте ордена.

## Коллективная награда
Для предприятий, перевыполнявших планы военных поставок, предназначались наименование «Kriegsmusterbetrieb» («Образцовое военное предприятие») и, при повторном награждении, особое знамя (обычное, «Серебряное» или «Золотое») с изображением ордена в левом верхнем углу.

## Современное положение знака
В соответствии с § 6 закона Германии о порядке награждения орденами и о порядке ношения от 26 июля 1957 г. (нем. Gesetz uber Titel, Orden und Ehrenzeichen) ношение знака разрешено, но только в «денацифицированном» варианте (у которого изображение свастики заменено датой «1939»).
В свою очередь, сам Крест военных заслуг изображается вместо свастики на допущенной к ношению версии Немецкого креста (в серебре).